# Dolmen d'Albarosa
Le dolmen d'Albarosa est un monument mégalithique préhistorique, datant de l'âge du bronze, entre 2300 et 1750 av. J.-C. Il se situe sur le territoire de Bisceglie, Province de Barletta-Andria-Trani dans les Pouilles.
Dans la zone de Bisceglie se trouvent deux autres monuments mégalithiques du même type : à 1 km du dolmen de Chianca, et à 1,2 km du dolmen Frisari.

## Historique
Le nom Albarosa dérive du hameau d'Albarosa et du plateau du même nom, près de la crevasse de la Lama di Santa Croce, dans laquelle se trouvait un monticule dans lequel se trouvait le dolmen.

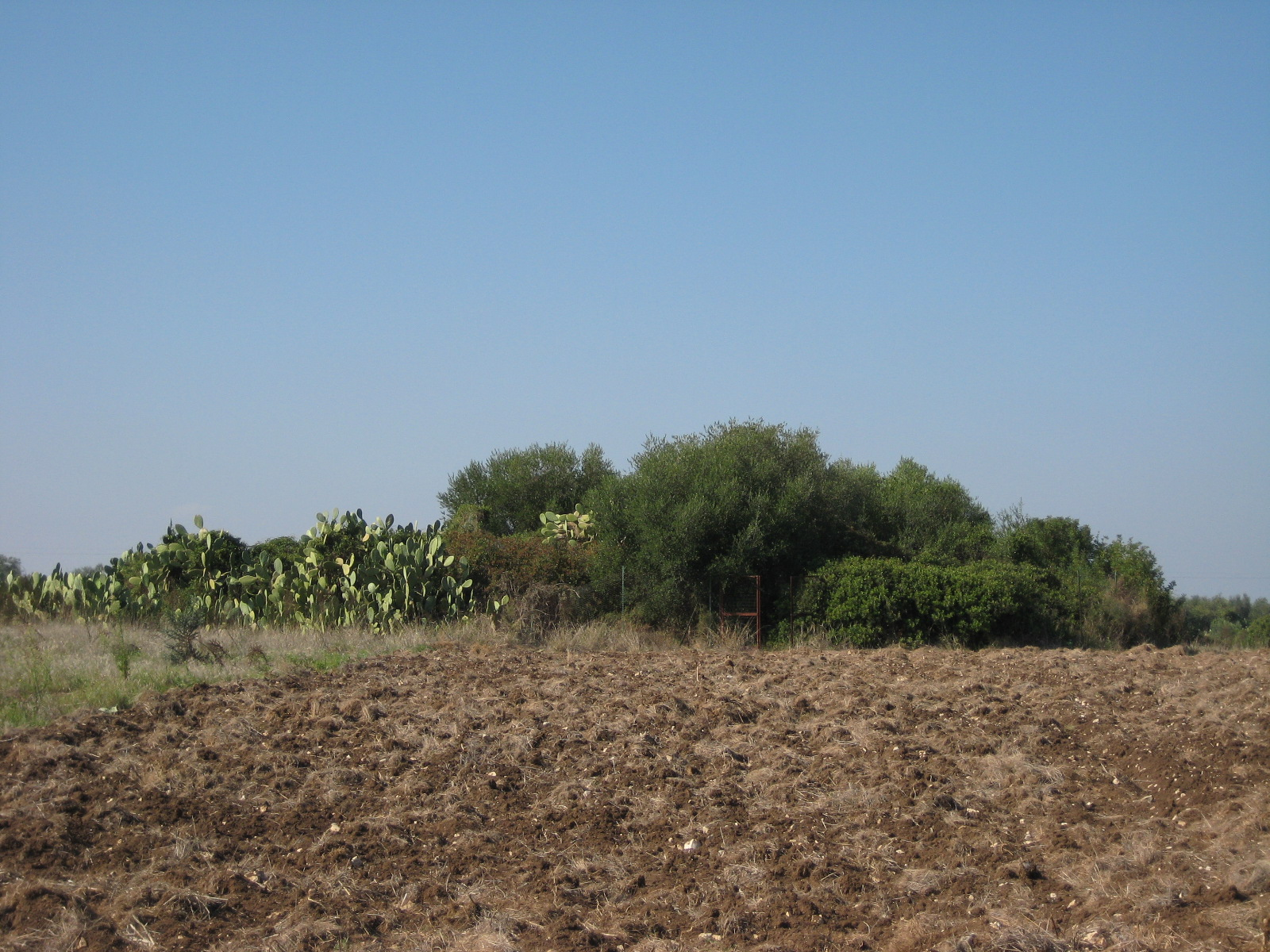
Le tertre sous la végétation.

Le mégalithe a été découvert en 1909 par l'archéologue Francesco Samarelli, à la même époque où se déroulaient les fouilles archéologiques des deux autres dolmens proches : le Dolmen di Chianca et le Dolmen Frisari.
Au moment de la découverte, on voyait un énorme tas de pierres, appelé specchione di Albarosa, à l'intérieur duquel se trouvait une tombe. Le tertre avait à l'origine un plan elliptique qui a subi des transformations au fil du temps en raison de l'utilisation du matériau lithique du parement placé dessus pour la construction de trulli adjacents. Le tertre, qui en plan mesurait environ 19 m de long et 16 m de large, mesurait environ 5 m de haut.

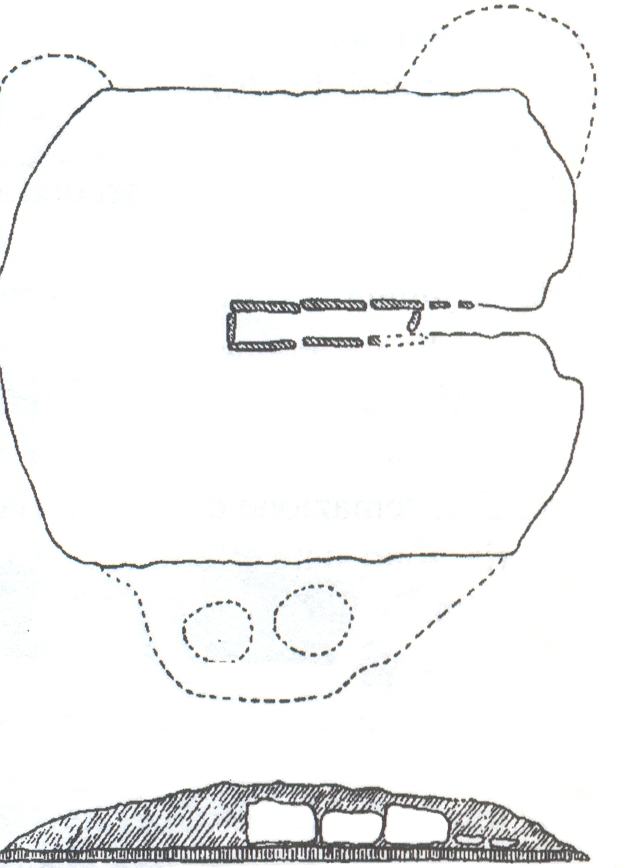
Le plan du dolmen (1913).

Au cours des fouilles de Gervasio, des fragments de poterie, une cruche empâtée, du plâtre de cabanes, des outils lithiques appartenant à un établissement néolithique d'une période antérieure ont été trouvés.
Entre 1961 et 1965, d'autres recherches archéologiques furent menées par Francesco Biancofiore, qui put constater que le couloir, après avoir reçu les dépositions humaines et les objets associés, était entièrement recouverte par le tertre. À cette occasion, des fragments de céramique et des ossements humains ont été retrouvés à l'intérieur du couloir et de la chambre funéraire. À partir des découvertes et des investigations effectuées, Biancofiore a estimé que la chambre funéraire avait été pillée au fil du temps et, sur la base des découvertes, il a identifié la datation du tertre entre la fin de l'âge du bronze moyen et le début de l'âge du bronze récent (XIVe et XIIIe siècles av. J.-C.).
En 1987, des travaux de rénovation du couloir, qui était dans des conditions précaires, ont été réalisés, suivis par Francesca Radina de la Surintendance archéologique des Pouilles.

## Description

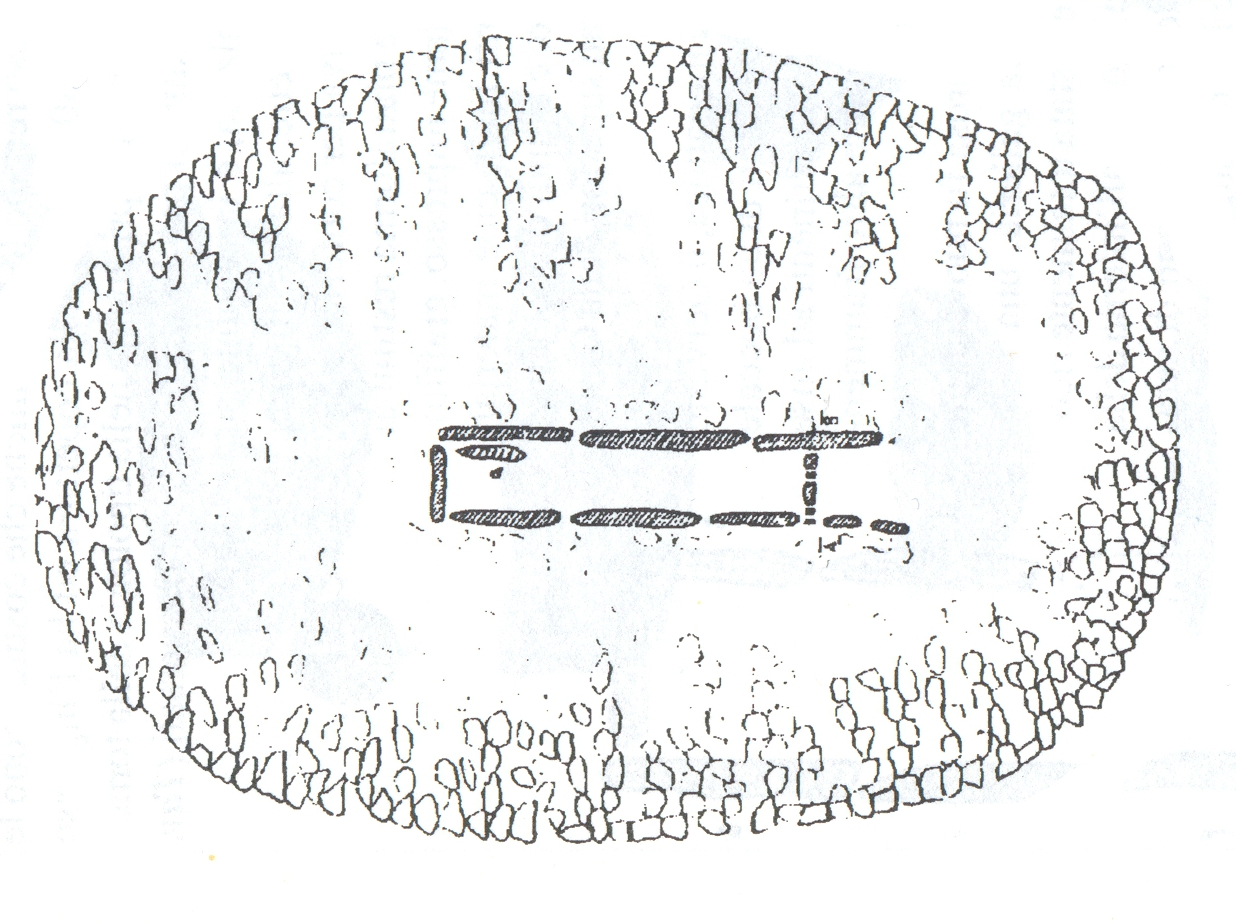
Le plan du dolmen (1977).

Il s'inscrit dans la typologie du dolmen à couloir, au sein d'un monticule elliptique (tumulus), avec les dromos orientés sur l'axe est-ouest.
Il est composé d'une série de dalles lithiques qui constituent les parois latérales du couloir.
Ce dernier a une hauteur moyenne de 1,80 m, mesure environ 7 m de long et est divisé en compartiments par des dalles transversales de calcaire local.
Il manque la dalle de fermeture.
La structure funéraire est installée sur une plateforme artificielle de terre et de pierres d'environ 0,5 m de hauteur.